# ミゼレーレ (アレグリ)
『ミゼレーレ』（羅: Miserere）、または『ミゼレーレ・メイ、デウス』（羅: Miserere mei, Deus、日: 神よ、我を憐れみたまえ）は、イタリアの作曲家であるグレゴリオ・アレグリが旧約聖書詩篇第51篇をもとに作曲した合唱曲である。

## 概要
ローマ教皇ウルバヌス8世の治世下である1630年代に作曲されたと推定される。システィーナ礼拝堂にて、聖週間の水曜日から金曜日にかけて行われる朝課のなかでも特別な礼拝である「暗闇の朝課」に際して用いられた。「暗闇の朝課」の儀式は通常午前3時ころから始まり、蝋燭の灯りを1本ずつ消してゆき、最後の1本が消されるまで続く。アレグリは、「暗闇の朝課」の最初の読唱の終わりに演奏されることを念頭に作曲した。
ミゼレーレのうち、最後の12のファルソボルドーネは、1514年から作曲され礼拝にて歌い継がれてきており、もっとも有名なものであった。この作品は、霊性を保つ目的で採譜を禁じられ、前述の特別な礼拝でのみ演奏されることを許されていた。システィーナ礼拝堂以外の場所にて記譜または演奏する行為は、破門によって処罰された。バチカン宮殿から持ち出されたアレグリ作のミゼレーレは、実は1638年前後のグレゴリオ・アレグリと、1714年のトンマーゾ・バイ（「Bai」は「Baj」とも書く。1650年生 - 1718年没）の合成による版であった。

## 来歴
『ミゼレーレ』は、一方は四声、他方は五声からなる二重合唱のために作曲され、今日まで命脈を保ったルネサンス音楽の多声音楽の典型例である。聖歌隊の片方が『ミゼレーレ』のシンプルな原曲を歌い、空間的に離れた他方が、装飾音にてその「解釈」を歌う。この楽曲は古様式または第一作法の好例であるが、属七の和音が繰り返し用いられ、第一作法の音域の外へ交唱の技法が挿入され強調されている。ジョヴァンニ・ガブリエーリの作品群と酷似している。
1770年代初期に三つの公認された写譜が、神聖ローマ皇帝レオポルト1世、ポルトガル国王、ジョヴァンニ・マルティーニへと渡った。しかしながら、システィーナ礼拝堂で毎年歌われている『ミゼレーレ』の美を再現させることは誰にも成し得なかった。（家族の書簡によって記された）有名な逸話によれば、当時14歳であったヴォルフガング・アマデウス・モーツァルトがローマを訪れていた際、彼はこの楽曲を水曜礼拝で初めて耳にしたという。その後、モーツァルトは記憶を頼りに『ミゼレーレ』をまるまる採譜し、金曜日に再び礼拝堂へ赴いてもう一度曲を聞き、細かい間違いを修正した。旅の途中で、モーツァルトは英国人の歴史家であるチャールズ・バーニー博士と出会った。バーニーはモーツァルトから譜面を入手し、ロンドンへ持ち帰り、これが1771年に出版された。ひとたび『ミゼレーレ』の楽譜が出版されると、禁令は撤廃された。時のローマ教皇クレメンス14世はモーツァルト少年をローマに召喚し、破門に処するのではなく、彼の音楽的才能による神業を絶讚して黄金拍車勲章を授けたと伝えられる。本作品は、1831年にフェリックス・メンデルスゾーンによっても写譜された。また、フランツ・リストによるものを始めとして、18世紀から19世紀にかけて写譜された譜面が現存する。禁令が解かれてから今日に至るまで、アレグリの『ミゼレーレ』は今もなお歌い継がれる有名なア・カペラ合唱曲となった。
この作品を有名にしたバーニーの版は装飾音を含んでいなかった。オリジナルの装飾音はこの作品が作曲されるよりも以前から伝わるルネサンス時代の技法であり、それらはヴァチカンによって固く守られていた。バーニーによる史料以外のいくつかの史料からも、その装飾音を伺うことはできる。このことは、本作品の神秘性についての伝説を生み出したといえる。しかしながら、ローマの司祭であるピエトロ・アルフィエリが出版した1840年の版には、アレグリとバイの作品のシスティーナ合唱団での演奏習慣を保存する意図により、装飾音が含まれている。

## 録音
アレグリの『ミゼレーレ』は、後期ルネサンス音楽のなかでも頻繁に録音される作品である。初期および「讚美された」ミゼレーレの録音は、1963年3月、デイヴィッド・ウィルコックスによる指揮、当時ボーイソプラノであったロイ・グッドマンとケンブリッジ大学キングス・カレッジ合唱団による英語での歌唱であろう。この録音はもともと『灰の水曜日の夕べの祈り』と題されたLPレコード作品に収録されたものであったが、後年、『ミゼレーレ』のみが多くのコンピレーション・アルバムに収録されるようになった。
古楽唱法による録音はザ・シックスティーンおよびタリス・スコラーズによって発表された。近年ではテネブレ合唱団によるものがある。

## 歌詞

### 原詞
原詞はラテン語である。
Miserere mei, Deus: secundum magnam misericordiam tuam.

Et secundum multitudinem miserationum tuarum, dele iniquitatem meam.

Amplius lava me ab iniquitate mea: et a peccato meo munda me.

Quoniam iniquitatem meam ego cognosco: et peccatum meum contra me est semper.

Tibi soli peccavi, et malum coram te feci: ut justificeris in sermonibus tuis, et vincas cum judicaris.

Ecce enim in iniquitatibus conceptus sum: et in peccatis concepit me mater mea.

Ecce enim veritatem dilexisti: incerta et occulta sapientiae tuae manifestasti mihi.

Asperges me hysopo, et mundabor: lavabis me, et super nivem dealbabor.

Auditui meo dabis gaudium et laetitiam: et exsultabunt ossa humiliata.

Averte faciem tuam a peccatis meis: et omnes iniquitates meas dele.

Cor mundum crea in me, Deus: et spiritum rectum innova in visceribus meis.

Ne proiicias me a facie tua: et spiritum sanctum tuum ne auferas a me.

Redde mihi laetitiam salutaris tui: et spiritu principali confirma me.

Docebo iniquos vias tuas: et impii ad te convertentur.

Libera me de sanguinibus, Deus, Deus salutis meae: et exsultabit lingua mea justitiam tuam.

Domine, labia mea aperies: et os meum annuntiabit laudem tuam. 

Quoniam si voluisses sacrificium, dedissem utique: holocaustis non delectaberis.

Sacrificium Deo spiritus contribulatus: cor contritum, et humiliatum, Deus, non despicies.

Benigne fac, Domine, in bona voluntate tua Sion: ut aedificentur muri Ierusalem.

Tunc acceptabis sacrificium justitiae, oblationes, et holocausta: tunc imponent super altare tuum vitulos.

### 英訳
この英訳は、1662年の聖公会祈祷書、およびノヴェロ・アンド・カンパニーによって出版されたアイヴァー・アトキンスによる『ミゼレーレ』英語版による。
Have mercy upon me, O God, after Thy great goodness

According to the multitude of Thy mercies do away mine offences.

Wash me throughly from my wickedness: and cleanse me from my sin.

For I acknowledge my faults: and my sin is ever before me.

Against Thee only have I sinned, and done this evil in thy sight: that Thou mightest be justified in Thy saying, and clear when Thou art judged.

Behold, I was shapen in wickedness: and in sin hath my mother conceived me.

But lo, Thou requirest truth in the inward parts: and shalt make me to understand wisdom secretly.

Thou shalt purge me with hyssop, and I shall be clean: Thou shalt wash me, and I shall be whiter than snow.

Thou shalt make me hear of joy and gladness: that the bones which Thou hast broken may rejoice.

Turn Thy face from my sins: and put out all my misdeeds.

Make me a clean heart, O God: and renew a right spirit within me.

Cast me not away from Thy presence: and take not Thy Holy Spirit from me.

O give me the comfort of Thy help again: and stablish me with Thy free Spirit.

Then shall I teach Thy ways unto the wicked: and sinners shall be converted unto Thee.

Deliver me from blood-guiltiness, O God, Thou that art the God of my health: and my tongue shall sing of Thy righteousness.

Thou shalt open my lips, O Lord: and my mouth shall shew Thy praise.

For Thou desirest no sacrifice, else would I give it Thee: but Thou delightest not in burnt-offerings.

The sacrifice of God is a troubled spirit: a broken and contrite heart, O God, shalt Thou not despise.

O be favourable and gracious unto Sion: build Thou the walls of Jerusalem.

Then shalt Thou be pleased with the sacrifice of righteousness, with the burnt-offerings and oblations: then shall they offer young calves upon Thine altar.